# Ramon Salvato de Esteve
Ramon Salvato de Esteve (Barcelona, 1784 - Madrid, 24 de maig de 1839) va ser un jurista i polític català, ministre durant la minoria d'edat d'Isabel II d'Espanya.
Era fiscal de l'Audiència Territorial de Galícia. Va ser elegit diputat pel Principat de Catalunya a les Corts de 1822, durant el Trienni Liberal. Durant aquest període fou escollit President del Congrés dels Diputats del 3 d'octubre al 6 de novembre de 1822. Es distingí per mostrar una tendència liberal extremista, i quan els Cent Mil Fills de Sant Lluís van assetjar Cadis en 1823 es declarà partidari de la defensa a ultrança. Durant la Dècada Ominosa va restar a l'exili.
A la mort de Ferran VII d'Espanya va retornar i fou elegit novament diputat per Barcelona a les corts de 1836. Va ser també ministre de Justícia entre agost i octubre de 1837 en el primer gabinet de Baldomero Espartero.